# La Campana (Sevilla)
La Campana ist ein Municipio in der Provinz Sevilla, im Westen der Autonomen Region Andalusien im Süden Spaniens. 2024 hatte die Gemeinde 5.132 Einwohner.

## Geographie
La Campana liegt rund 56 Kilometer nordöstlich von Sevilla in der Ebene des Río Guadalquivir an der Autovía A-4 zwischen Carmona und Écija.
| Lora del Río |                      | Palma del Río        |
| Carmona      |                      | Fuentes de Andalucía |
|              | Fuentes de Andalucía |                      |

## Sehenswürdigkeiten
- Santa Maria la Blanca, Pfarrkirche aus dem 16. Jahrhundert, im 19. Jahrhundert erweitert
- San Lorenzo, Kirche aus dem 18. Jahrhundert
- San Sebastián, Kirche aus dem 18. Jahrhundert